# Borås Wäfveri

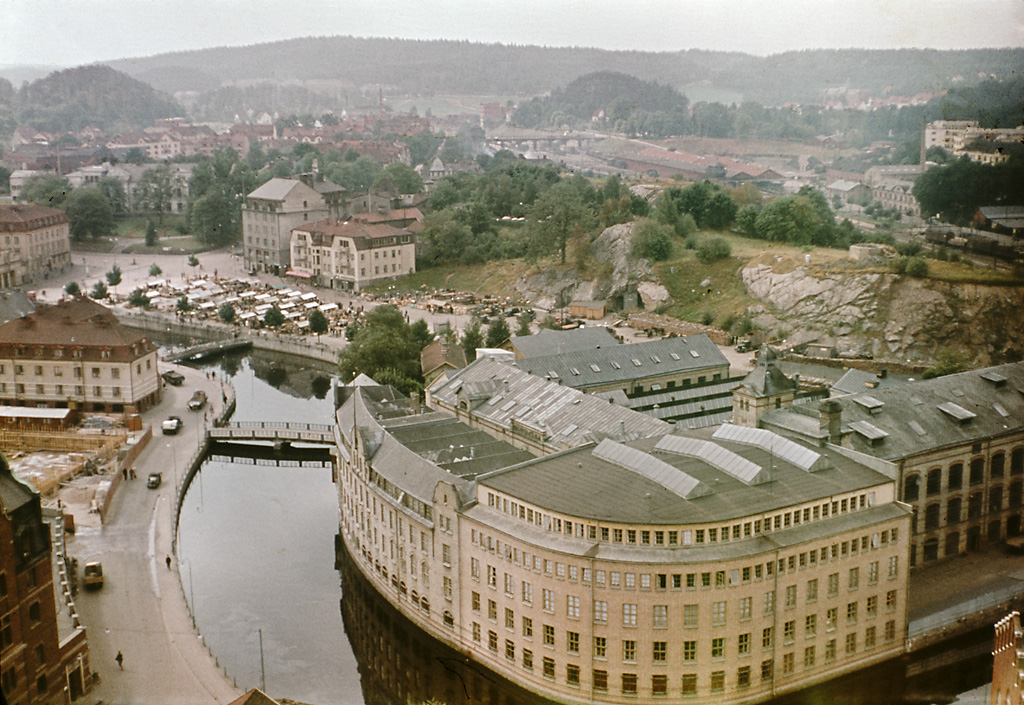
Borås Wäfveris fabriksbyggnad, ritad av Lars Kellman 1914, sedd från Carolikyrkans torn 1944.

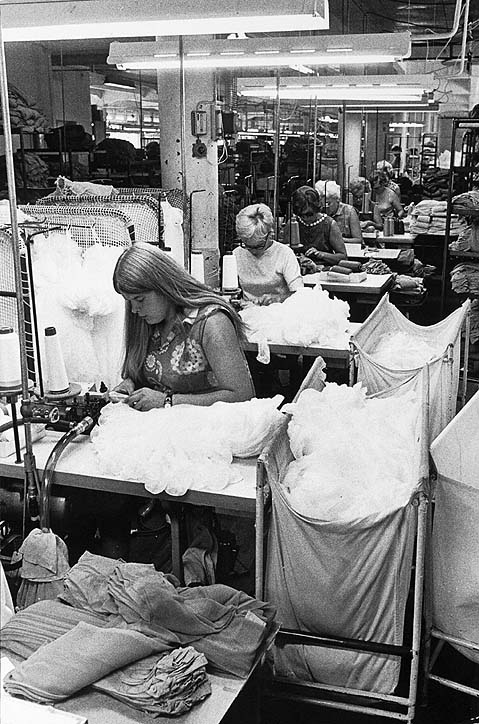
Arbetare Borås Wäfveri AB i slutet av 1960-talet.

Borås Wäfveri AB var moderbolag i en svensk textilkoncern med inriktning på förädling av inköpt råbomull till färdiga produkter. Ett brett tillverkningsprogram omfattade bland annat väv för skydds- och yrkeskläder samt för sol- och mörkerskydd, möbeltyger, hemtextilier, sänglinne och handdukar. Företagets aktier handlades vid Stockholmsbörsen fram till och med den 3 november 2010 då Borås Wäfveri AB ansökte om konkurs.

## Historik
Borås Wäfveri har sitt ursprung i företaget Wiskaholm, som gick i konkurs 1863. År 1870 köptes Wiskaholm av förläggarna Petter Anders Åkerlund, Anders Andersson och garverifabrikör Johannes Pettersson, samtliga från Fritsla. Åkerlund har senare kommit att kallas "den moderna Boråsindustriens fader". Här började företagets egentliga historia. Den 20 juli samma år fastställdes bolagsordningen. Bolaget övergick så småningom i den adliga familjen Bergengrens ägo och kom med tiden att bli ett av Sveriges största textilföretag. Stora personalminskningar samt produktionseffektiviseringar blev dock följden av 1960-talets kris inom textilindustrin. Produktionen kom att koncentreras till huvudfabrikerna i Borås och Skene. 
År 1994 förvärvade Borås Wäfveri Estlands största textilföretag, Krenholm Holding Ltd, (grundat 1857) i Narva. Produktionen har sedan successivt flyttats över till Estland från Sverige. Mot bakgrund av detta lades fabriken i Skene ned 2004. År 2004 fattades ytterligare beslut om nedläggning av Rydafabriken vid Borås Wäfveri Beredning AB. Året därpå lades denna fabrik ned och köptes upp av ett logistikföretag. Krenholm i Estland blev därmed den enda producerande enheten för bomull inom koncernen. År 2006 såldes även Svenskt konstsilke (SKS). 
År 2002 var antalet anställda 5 600 och av dessa var 85 procent anställda utomlands. Ägarförhållandende ändrades under 2005–2006. Lars Mauritzon med familj sålde av alla sina aktier och ny huvudägare blev Mats Gabrielsson. Omsättningen för det nya Borås Wäfveri stannade på omkring 600 miljoner kronor för 2006, med ett resultat på minus 60 miljoner. År 2008 fick 900 anställda på fabriken i Narva avsked.
Under 2010 försämrades den ekonomiska situationen med en förlust första halvåret på 24 miljoner kronor. Flera nyemissioner genomfördes med tillskott från huvudägarna. Men när bomullspriserna skenade i oktober blev bolaget ändå tvunget att den 3 november 2010 lämna in sin konkursansökan. Man hade då 15 anställda i Göteborg och cirka 450 anställda i dotterbolaget Krenholm Valduse i Estland.
Borås Wäfveris historiska företagsarkiv, som omfattar cirka 160 hyllmeter och tidsmässigt spänner över åren 1869–1993, förvaras av Landsarkivet i Göteborg.